# Ficoeritrina

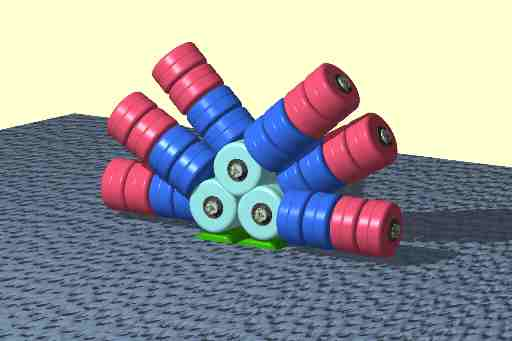
Estructura de un ficobilisoma. En rojo: ficoeritrina, azul: ficocianina, celeste: aloficocianina, verde: centro de reacción.

La ficoeritrina es un pigmento ficobilínico de color rojo que funciona como sustancia que absorbe la luz. Es un pigmento accesorio que actúa en conjunción  con la clorofila. Se encuentra presente en las algas rojas y en las criptofitas. Como todas las ficobiliproteínas, se compone de una parte de proteína que actúa como unión covalente de los cromóforos llamados ficobilinas. En la familia de la ficoeritrina, los ficobilinas más conocidas son la ficoeritrobilina, que es el típico cromóforo aceptor de ficoeritrina, y a veces la ficourobilina. Las ficoeritrinas se componen de monómeros  globulinas, α y β, generalmente organizados en un trímero (αβ)3 o hexámero (αβ)6 en forma de disco. Estos complejos contienen típicamente también un tercer tipo de subunidad, la cadena γ.